# Amazona aestiva xanthopteryx
Amazona aestiva xanthopteryx — птах родини папугових, підвид синьолобого амазона.

## Зовнішній вигляд
Довжина тіла 35-37 см, хвоста 13 см. Забарвлення оперення зелене з темною облямівкою на верхній стороні. Горло й щоки жовті, чоло синє, на передній частині голови є велика пляма синьо-блакитного кольору. На крилі червона смуга. Згин крила теж червоний. Дзьоб чорний.

## Поширення
Живе в північній частині Аргентини, у Парагваї, Північній Болівії й Бразилії.

## Розмноження
Самка відкладає від 4 до 5 яєць, з інтервалами в 4-5 днів. Приблизно через місяць з'являються пташенята, через два — вони вилітають із гнізда. Годує пташенят самка.

## Утримання
Досить часто утримують у шкільних зоокутках і в домашніх умовах. Не примхливі до корму. Можуть непогано заучувати слова й навіть змінювати інтонацію голосу, наслідувати спів птахів, нявкати й гавкати.